# Mette Hjort Hay
Mette Hjort Hay (født 1978) er en dansk erhvervskvinde og iværksætter. Hun er medstifter af virksomheden HAY, hvor hun fungerer som kreativ direktør.

## Baggrund
Mette voksede op i Tjørring udenfor Herning som datter af Preben og Ulla Hjort. Forældrene drev virksomheden X-Akt.
Mette var ikke særlig gammel, før hun blev en del af den butik, forældrene havde. Her hjalp hun med at ekspedere kunder samt skabe orden og systemer på varelageret.
Efter et år på gymnastikefterskolen Vesterlund gik hun på Herning Gymnasium og rejste bagefter ud i verden sammen med to gymnasieveninder.

## Karriere
Efter sin tur ud i verden arbejdede hun pengene af i forældrenes butik. Efter et job hos Jack & Jones i Brande rejste hun til København, hvor forældrenes gode relationer til leverandører i første omgang gav hende et job hos Gubi.com. Herefter var hun en kort periode ansat hos Kvist Møbler i Bredgade, men kom hurtigt tilbage til Gubi igen.
Mette, der var ufaglært i branchen, arbejdede sig frem ved hjælp af sin æstetiske sans og sit talent for at organisere.

### HAY
Hos Gubi fik Mette en kollega, Rolf Hay. De to faldt for hinanden og flyttede sammen efter blot to uger. Derfor sagde Mette ja til et nyt job i designvirksomheden Excel. Rolf gik med en stor drøm; at grundlægge en designvirksomhed. Et møde med Bestseller-stifter Troels Holch Povlsen banede vejen, og de blev enige om at realisere visionen i fællesskab.
Mette Hjort, Rolf Hay og Troels Holch Povlsen grundlagde HAY i 2002, og den første kollektion blev præsenteret året efter. Mette sagde sit job hos Excel op, da HAY åbnede sin første butik i Pilestrædet, København.

## Privat
Mette Hjort Hay er gift med Rolf Hay. Sammen har de børnene Margrethe og Bjørn.